# Gonzalo Jara
Gonzalo Alejandro Jara Reyes, mais conhecido apenas como Gonzalo Jara (Santiago, 29 de agosto de 1985) é um futebolista chileno que atua como zagueiro e lateral-direito. Atualmente está sem clube.
Responsável por fazer um gol contra, que o árbitro deu para David Luiz, e também por perder o pênalti que classificou o Brasil para as quartas de finais da Copa do Mundo de 2014 no Brasil no jogo Brasil x Chile no qual o goleiro Júlio César pegou dois pênaltis.